# Pseudanthessius assimilis
Pseudanthessius assimilis is een eenoogkreeftjessoort uit de familie van de Pseudanthessiidae. De wetenschappelijke naam van de soort is voor het eerst geldig gepubliceerd in 1917 door Sars G.O..